# Liberalia
I Liberalia erano delle celebrazioni romane in onore di Liber Pater e della consorte Libera. La festa si teneva il 17 marzo in occasione del sedicesimo anno di età di un ragazzo, quando cioè si deponevano la bulla e la toga praetexta (o libera) e si prendeva la toga virilis; il motivo di ciò era che il ragazzo passava dallo stato di puer a quello di adulto, con tutti i diritti ed i doveri del cittadino romano.

## Rito
La parte privata del festeggiamento avveniva a casa: il giovane deponeva sull'altare dei Lari la propria bulla, una collana (d'oro per i più ricchi ed in cuoio per chi non potesse permetterselo) datagli quando era ancora in fasce in cui erano contenuti oggetti adibiti a proteggere il fanciullo. Sull'altare era posta anche la barba ottenuta dalla prima rasatura del ragazzo. In seguito abbandonava la toga pretesta (che era decorata con una sottile striscia di porpora), indossata da ragazzino, e gli veniva consegnata la toga virile; se il giovane era di rango senatorio la toga presentava una striscia di porpora più larga (laticlavia), se era di rango equestre una striscia più stretta (angusticlavia), altrimenti la toga era in tinta unita. La mattina la famiglia consumava la colazione sull'orlo della strada.
Successivamente tutta la famiglia usciva per strada, dove le sacerdotesse di Libero (equivalente al greco Dioniso) incoronate di edera vendevano torte a base di olio e miele, di cui staccavano una parte per porla su di un altare in favore di chi le comprava. In epoca tardorepubblicana Libero presiedeva ai ragazzi e Libera alle ragazze. In seguito si formava per le strade la processione davanti a cui era posto un fallo in cima ad una pertica. Solo al termine della cerimonia una matrona considerata la più virtuosa poteva coprire l'attributo con un piccolo covone di grano.
Lo stesso giorno le Vestali si recavano in un luogo in cui c'erano ventisette (secondo altre fonti ventiquattro) piccoli edifici sacri dal tetto di giunchi chiamati Argei, mentre i sacerdoti Salii compivano dei giochi chiamati Agonalia dedicati a Marte. Non si sa tuttavia se fra tutte queste feste ci fosse un legame.
Liber era associato al seme maschile, mentre Libera alla componente umida femminile, dalla cui unione si genera la vita.  Quest’associazione spiega la predilezione di questo Dio per il miele e la sua presenza nel ciclo della produzione del vino presso i romani. Tutta la vinificazione era primariamente sotto la protezione di Juppiter, dall’inizio della vendemmia, alla spillatura del nuovo vino è questo Dio che vigila sul processo per garantire che tutto avvenga in maniera conforme alle prescrizioni rituali, tuttavia alla pigiatura si sacrificava a Liber e Libera : nel momento in cui l’uva rilasciava il proprio succo e questo intraprendeva la trasformazione da mosto a vino, era Liber a presiedere alle operazioni, per garantire una “nascita” senza difficoltà al nuovo vino; ancora quando era il momento di spostare il mosto dai recipienti di fermentazione a quelli in cui sarebbe diventato vino o mosto dolce, era ancora a Liber che si offriva una libagione (sacrima) . Considerando che l’offerta di primizie aveva valore di consacrazione, questa notizia è molto importante per comprendere chiaramente l’ambito in cui esplicava l’azione di Liber
La festa di Liber era originalmente celebrata nelle campagne  e fu poi trasferita in città. Nelle Georgiche, Virgilio descrive la festa di Bacco – Liber che si svolgeva nelle zone rurali: si rideva e si facevano scherzi grossolani, si indossavano maschere mostruose fatte di cortecce e si appendevano oscilla ai rami degli alberi. Si cantavano antiche canzoni festose in onore del Dio e gli si sacrificavano focacce ed un capro . I riferimenti alle canzoni dei padri deporrebbe per un’alta antichità di questi festeggiamenti. 
Pertanto Liber era in origine un dio di carattere agreste, considerato protettore della fecondità, e Varrone (ripreso poi da Sant'Agostino nel suo "Le città di Dio") ha descritto dettagliatamente le processioni destinate al suo culto che si tenevano a Lavinium, dove si consacrava a Liber un mese intero con i festeggiamenti duravano  per ben 30 giorni.